# Cyprès du Bhoutan
Cupressus cashmeriana
Espèce
Classification phylogénétique
Statut de conservation UICN

 NT  : Quasi menacé
Cupressus cashmeriana, le Cyprès du Bhoutan, est une espèce de plantes de la famille des Cupressacées. C'est un arbre originaire de l'Arunachal Pradesh (Nord-Est de l'Inde). Il y pousse à des altitudes comprises entre 1 250 et 2 800 m.
Le nom spécifique cashmeriana, « du Cachemire » ne s'explique pas, car cette espèce ne pousse pas naturellement au Cachemire et son introduction en tant qu'arbre ornemental n'est pas connue. Carrière qui a décrit l'espèce en 1867 l'attribue de manière erronée à John Forbes Royle, botaniste britannique attaché à la Compagnie des Indes, spécialiste de la flore du Cachemire, mais il n'y a aucune mention de ce cyprès dans les écrits de Royle. Carrière indique pour son origine: Tibet. L'Arunachal Pradesh correspond au Sud-Tibet.

## Description
C'est un conifère de taille moyenne à grande pouvant atteindre 20 à 45 m de haut, rarement beaucoup plus, et un diamètre de tronc de 3 mètres. (Au Bhoutan le Cupressus himalaica atteint une taille de 91 mètres, ce qui en fait l'arbre le plus haut du continent asiatique.) Le feuillage pousse en rameaux nettement pleureurs de ramules très fines, aplaties, de couleur bleu-vert. Les feuilles sont en forme d'écailles de 1 à 2 mm de long, et jusqu'à 5 mm de long sur les pousses principales ; les jeunes arbres, jusqu'à cinq ans, ont un feuillage juvénile formé de feuilles en aiguilles souples de 3 à 8 mm de long.
Les cônes femelles, ovoïdes, de 10 à 33 mm de long sur 10 à 30 mm de large, sont constitués de 8 à 14 écailles. Ils sont vert foncé devenant brun foncé à la maturation, au bout de 24 mois après la pollinisation. Les cônes s'ouvrent à maturité pour relâcher les graines.
Les cônes mâles, qui ont 3 à 5 mm de long, libèrent leur pollen au début du printemps.
Des individus ayant jusqu'à 95 mètres de haut ont été récemment signalés (Farjon 2005), mais les mesures doivent être vérifiées. Si c'est confirmé, ce serait le plus grand arbre d'Asie.

## Symbolique et utilisation
Cupressus cashmeriana ne pousse pas naturellement au Bhoutan. C'est une autre espèce, Cupressus himalaica, qui est l'arbre national du Bhoutan, où il est souvent associé à des sites religieux ; il est largement planté autour des monastères et des temples.
Le Cupressus cashmeriana est un arbre couramment employé à des fins ornementales dans le sud de la France où il s'est acclimaté. Il n'a été introduit en Angleterre que récemment par Keith Rushforth. Le Cupressus cashmeriana, contrairement au Cupressus himalaica, est naturellement d'un vert glauque, tandis que seulement une variété de cette seconde espèce à cette caractéristique qui a été sélectionnée (cyprès de l'Isola Madre sur le lac Majeur en Italie). Les deux espèces ont des branches au port pleureur.
Il existe de nombreuses confusions sur cette espèce. Le nom Cupressus cashmeriana est attribué de manière erronée à plusieurs arbres cultivés dans le sud de la France. Par exemple un arbre à Montpellier est un Cupressus funebris malgré l'étiquette cashmeriana.